# Charles Hanin
 (janvier 2019).
Si vous disposez d'ouvrages ou d'articles de référence ou si vous connaissez des sites web de qualité traitant du thème abordé ici, merci de compléter l'article en donnant les références utiles à sa vérifiabilité et en les liant à la section « Notes et références ».
Charles Marie Paul, baron Hanin, né le 19 septembre 1914 à Wellin et mort le 16 juin 2012, est un ministre belge, membre du PSC.

## Biographie
Il est docteur en droit et licencié en notariat. Il est l'époux d'Élise Forthomme (1919-2007). 
Ministre des Classes moyennes, de la Culture française, de la Politique scientifique et de l'Intérieur dans les gouvernements Leburton II et Eyskens IV, il devient sénateur. Bourgmestre de Marche-en-Famenne de 1977 à 1986, après la séparation avec la section flamande, il a contribué à la refondation du Parti social-chrétien qu'il préside  brièvement. 

## Distinctions
- Commandeur de l'ordre de Léopold[réf. nécessaire]
- Il fut fait baron par le roi Albert II le 3 juin 1998. Sa devise est « Vérité rend Libre »[Note 1].